# Otto od Ballenstedta
Otto od Ballnstedta (njemački Otto von Ballenstedt), poznat i kao Otto Bogati (njemački Otto der Reiche) oko 1070 - 9. veljače 1123.) bio je njemački plemić iz Askanijske dinastije koji je prvi rabio titulu grofa Anhalta, i nakratko bio vojvoda Saksonije.
Otto je bio najstariji sin grofa Adalberta II. od Ballenstedta i Adelheid, kćeri markgrofa Otta I. od Meissena. Prije 1095. se bio oženio za Eiliku, kćer saksonskog vojvode Magnusa s kojom je imao dvoje djece - kćer Adelheid (? - 1139.) i sina Alberta Medvjeda. 
Nakon tastove smrti je 1106. je naslijedio veliki dio njegovih zemalja. Nadao se kako će naslijediti i titulu vojvode, ali je ona pripala Lotharu od Supplinburga. Tek kada je car Heinrich V. smijenio Lotara s mjesta vojvode, Otto je postao vojvoda. Međutim, iste godine se posvadio s carem te je smijenjen. Nakon toga je postao Lotharov saveznik, te Lotharu 1115. pomogao preuzeti vlast u Saksoniji.
Naslijedio ga je sin Albert, koji će se istaći ratovima protiv slavenskih plemena.